# 史太白大学
52°30′34″N 13°28′26″E / 52.50944°N 13.47389°E
柏林斯泰恩拜斯大学，简称为史太白大学是德国一家私立大学，成立于1998年。学校设立于柏林，但在巴登-符腾堡也有学院。

## 批评
2014年年初史太白大学（Steinbeis-Hochschule Berlin）宣布位于特劳恩施泰因（Traunstein）的史太白技术转移学院（Steinbeis-Transfer-Institut）将在豪妙欧研究院（Homöo-academy）开展顺势疗法的本科学习课程。这一做法受到了全德各界人士的批评。批评者声称：“这是巴伐利亚州科学界的耻辱”。 德国反科学研究协会（GWUP，Society for the Scientific Investigation of Parasciences ）则认为该学习课程“只是一个贴了学术标签的骗局”、“一个比较高端的伪科学项目”。
科学类记者克里斯蒂安·维美（Christian Weymayr）认为该学习课程“只是一个继续教育学院为未经国家考核但持有开业执照的行医者提供的课程 ”，“这学习课程只不过是披了大学课程的外衣而已”。批评者认为“在大众心目中医学领域本科生、硕士研究生的培养，相关学习课程的开设都是件非常严肃的事情。大学如果从事上述两项工作就必须站在科学研究的角度谨慎处理。如果让一所十分普通的大学也开展此类工作的话，无疑会给医生、医科大学学生抹黑。” 爱德扎德恩斯特（ Edzard Ernst ）医生评价说：“我都不愿意对这课程提出批评意见，因而它完全不具备医科类大学课程所拥有的严谨性”。这样的培训令人感到十分惋惜，因为它会降低理学学士的含金量而且此类培训和科学研究毫无关联。 已有很多人对史太白大学的顺势疗法学习课程的认证提出质疑并向柏林参议院递交了质疑申请书。史太白大学应当为自身的所作所为负责。
据明镜在线报道，2014年4月初史太白大学取消了对于该课程的引进。

## 機構
- Steinbeis Center of Management and Technology
- Stuttgart Institute of Management and Technology
- Steinbeis Business Academy
- School of International Business and Entrepreneurship
- School of Management and Innovation
- School of Governance Risk & Compliance
- IBR School of Executive Management